# Hulstina terlineata
Hulstina terlineata är en fjärilsart som beskrevs av Dyar 1903. Hulstina terlineata ingår i släktet Hulstina och familjen mätare. Inga underarter finns listade i Catalogue of Life.